# دیبی (شخصیت عروسکی)
دیو که با نام دیبی شناخته می شود شخصیتی عروسکی از مجموعهٔ نمایشی کلاه‌قرمزی است که از کلاه‌قرمزی ۹۳ به جمع شخصیت‌های این مجموعه پیوست.

## تاریخچه
دیو نیز مانند ببعی (۱۳۹۰) و جیگر (۱۳۹۱) عیدی بی‌بی به کلاه‌قرمزی است که در واقع دیوبچه‌ای است که همراه با والدینش در زیر زمین زندگی می‌کرد ولی چون آب‌های زیر زمین تمام شدند همراه والدینش به سطح زمین آمد و بعد هم به عنوان عیدی به کلاه‌قرمزی رسید.
در قسمت‌های پایانی کلاه‌قرمزی ۹۳ آقای مجری به پیشنهاد فامیل دور او را به عنوان فرزندخوانده به خانم‌جان و شوهرش آقای باغبان می‌سپارد که هم ازدواجشان را از شکست نجات دهد و هم خودشان از دردسرهای نگه‌داری از دیو رها شوند. اما این شخصیت همچنان در خانهٔ آقای مجری می ماند و در سری های بعدی کلاه قرمزی نیز حضور پیدا می کند.

## ویژگی‌های شخصیتی
دیو هنوز کودک است و از  ماچ و بوسه خوشش می آید به‌طوری‌که ملتمسانه از دیگران می‌خواهد که او را ببوسند. او که همه‌چیز را وارونه می‌فهمد، وارونه نیز عمل می‌کند، به عنوان مثال اگر بگویی بنشین می‌ایستد و اگر بگویی بایست، می‌نشیند. همین‌طور هر کاری که بگویی نکند را می‌کند و بالعکس. یکی از مشهورترین جمله‌های او «ازت متنفرم» است که با احساسی عمیق می‌گوید و منظورش این است که «دوستت دارم». که این ویژگی شخصیت دیبی ریشه در افسانه برعکس عمل کردن دیوها در شاهنامه است که این موضوع در داستان های شفاهی ایران هم بسیار تکرار شده است.
او آب زیاد دوست دارد و تنها هم آب می‌خورد. با این وجود هر بار که آب می‌خورد کمی آب می‌خورد ولی تعداد دفعاتی که آب می‌خورد زیاد است.
از دیگر ویژگی‌های دیو خندیدن شدیدش است که منجر به غلتیدن بر روی زمین می‌شود.
در قسمت‌های آخر کلاه‌قرمزی ۹۳ او از خودش رفتاری تازه نشان می‌داد که بر  اساس آن گردنش را ۱۸۰ درجه می‌گرداند و عقب‌عقب راه می‌رفت.
او در یکی از قسمت های مجموعه کلاه قرمزی ۹۷ نیز صحبت سیاسی کرد و به شرایط، بی پولی، نارضایتی مردم، گرانی و... اعتراض کرد.
این شخصیت با وجودی که خیلی دیر و در مجموعهٔ کلاه‌قرمزی ۹۳ به جمع شخصیت‌های برنامه پیوست ولی جای خودش را میان مخاطبان پیدا کرد.
از دیدگاه منتقدان از دلایل دیگر موفقیت و ماندگاری این مجموعه جداشدنش از کلیشه‌ها و رشد شخصیت‌هاست. از دیدگاه این منتقدان شخصیت‌های این مجموعه عروسک نیستند. آن‌ها باورپذیرند، حتی اگر «دیو» باشند.
منتقدان دلیل موفقیت این شخصیت را شگرد «برعکس‌گویی» در شخصیت دیوی توسط زوج هنری ایرج طهماسب و حمید جبلی می‌دانند. به باور این منتقدان این که یک کاراکتر وقتی کسی را از ته دل دوست دارد با همهٔ احساس به او بگوید: «ازت متنفرم!» چیزی‌ست که نباید نادیده گرفته شود.

## پی‌نوشت
1. 1 2 3 4 5 6 7 8  طهماسب و  جبلی، کلاه‌قرمزی ۹۳.
2. ↑  «Serial Kolah Ghermezi 97 - Part 1 | سریال کلاه قرمزی 97 - قسمت 1 - YouTube». www.youtube.com. دریافت‌شده در ۲۰۲۰-۱۲-۳۱.
3. 1 2 3  ترکمن، «از همه‌تون متنفرم!»، جهان صنعت، ۸ (فرهنگ و هنر).
4. ↑  جم، جدیدترین اخبار ایران و جهان خبرگزاری جام (۱۳۹۳/۰۱/۰۸ - ۰۸:۱۲). «30 دیالوگ جذاب از مجموعه کلاه قرمزی». fa. دریافت‌شده در 2021-06-11. تاریخ وارد شده در |تاریخ= را بررسی کنید (کمک)
5. 1 2  رضایی، ««کلاه‌قرمزی» و فرهنگ رسمی»، رادیو زمانه.